# Smicksburg
Smicksburg est un borough situé au nord-ouest du comté d'Indiana, en Pennsylvanie, aux États-Unis,. En 2010, il comptait une population de 46 habitants. Le borough est fondé en 1827 et incorporé le 28 juin 1854.

## Démographie
Lors du recensement de 2010, le borough comptait une population de 46 habitants. Elle est estimée, en 2019, à 47 habitants.

### Source de la traduction
- (en) Cet article est partiellement ou en totalité issu de l’article de Wikipédia en anglais intitulé « Smicksburg, Pennsylvania » (voir la liste des auteurs).